# Névjog

## Fogalma
A név arra szolgál, hogy egy személy (természetes vagy jogi személy) másoktól megkülönböztethető legyen. Mindenkinek joga van a névviseléshez. A névhez való jog egyfajta kötelezettség is, mivel jogi személy név nélkül nem létezhet, kötelező elnevezni, míg a természetes személy – az embernél is feltétel, hogy legyen neve, ám itt már előfordulhat, hogy valakinek nincs neve – például újszülött. A névjog negatívan közelít a névválasztás problémájához: nem azt szabja meg, hogy milyen nevet vehetünk fel, adhatunk, hanem azt szabályozza, hogy milyen nevet nem vagyunk jogosultak viselni, milyen nevet nem vagyunk jogosultak adni.

## A személy neve
A személy neve leggyakrabban kéttagú, de lehetnek többtagúak, illetve egytagúak is. Magyarországon kéttagú nevekről beszélhetünk, így megkülönböztethetünk családi és utónevet. A családi név lehet egytagú vagy kéttagú, és az utónév szintén lehet egytagú vagy kéttagú.

## Magyarországi szabályozás

### Gyermek neve

#### Családi név
A gyermek – szüleinek megállapodása szerint – apjának vagy anyjának családi nevét viseli. A házasságban élő szülők valamennyi, a házasság fennállása alatt született közös gyermekének csak azonos családi neve lehet. Közös házassági nevet viselő házastársak gyermeke csak a szülők közös házassági nevét viselheti. A saját nevüket viselő szülők megállapodása alapján a gyermek az apa és az anya családi nevét együtt is viselheti. A gyermek családi neve legfeljebb kéttagú lehet.
- Nagy Ádám és Nagy Ádámné – csak Nagy lehet
- Nagy Ádám és Kis Éva – Nagy is lehet, vagy Kis is lehet, Nagy-Kis vagy Kis-Nagy is lehet

Ha a gyermek mindkét szülője ismeretlen, születése után nyomban, ha apjának kiléte nem állapítható meg, az anya kérelmére bármikor, egyébként pedig a gyermek harmadik életévének betöltése után hivatalból kell intézkedni, hogy a születési anyakönyvbe a gyermek szülőiként, illetőleg apjaként képzelt személyt jegyezzenek be. Ilyenkor az apa családi nevéül, ha az anya ismert, az anya legközelebbi ismert anyai ági férfi felmenőjének (például az anya anyai nagyapjának) a családi nevét kell megállapítani. Az anya kérelmére azonban a gyámhatóság az apa családi nevéül megállapíthatja
- az anya családi nevét
- az anya által megjelölt más családi nevet.

Nem állapítható meg olyan családi név, amely a gyermekre sérelmes (például Habó János és Kos Anita gyermekének a Habó-Kos családi név).

### Utónév
A gyermek utónevét a szülők határozzák meg közösen, véleményeltérés esetén a gyámhatóság dönt. A gyermek nemének megfelelő utónevet szabad csak adni, bár itt is előfordulhatnak kivételek (Kosztolányi Dezső István Izabella). A magyarországi nemzetiségek miatt a magyar állampolgárok nemzetiségi nevet is adhatnak gyermeküknek. Az anyakönyvvezető a szülők kérelmére a 14 éven aluli gyermek utónevét egy ízben módosíthatja.

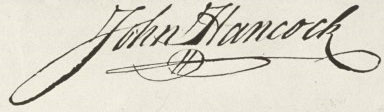
John Hancock aláírása az Amerikai Egyesült Államok függetlenségi nyilatkozatán

## Házasságkötés esetén a névjog
A feleség a házasságkötés után (ha a feleség eredeti neve Kis Éva, a férj pedig Nagy Ádám):
- kizárólag a maga teljes nevét viseli – Kis Éva
- férje teljes nevét viseli a házasságra utaló toldással, amelyhez a maga teljes nevét hozzákapcsolhatja – Nagy Ádámné Kis Éva vagy Nagy Ádámné
- a férje családi nevét viseli a házasságra utaló toldással és ehhez a maga teljes nevét hozzákapcsolja – Nagyné Kis Éva
- a férje családi nevéhez hozzákapcsolja a saját utónevét – Nagy Éva (ebben az esetben akármennyi későbbi házasságkötés ellenére sem szükséges változtatni a nevén)

A férj a házasságkötés után:
- kizárólag a maga teljes nevét viseli – Nagy Ádám
- a felesége családi nevéhez hozzákapcsolja a saját utónevét – Kis Ádám

A férj, illetve a feleség a házasságkötés után házassági névként családi nevüket is összekapcsolhatja, hozzáfűzve a saját utónevét – Nagy-Kis Ádám és Nagy-Kis Éva, vagy Kis-Nagy Ádám és Kis-Nagy Éva
A házasulóknak a fentiek szerinti névviselésről meg kell egyezniük. Ennek során figyelemmel kell lenni arra, hogy csak az egyik házasuló veheti fel házassági névként a másik családi nevét, illetve a házassági név családi nevekből képzett része legfeljebb kéttagú lehet, tehát például nem lehet Nagy-Kovács-Kis Éva.
A házasulóknak az anyakönyvvezető felhívására a házasságkötés utáni névviselésről nyilatkozniuk kell.

## A házasság megszűnése esetén a névjog
A házasság megszűnése után a házastársak a házasság fennállása alatt viselt nevet viselik tovább. Ha ettől el kívánnak térni, ezt a házasság megszűnése után az anyakönyvvezetőnek bejelenthetik.
A bíróság a volt férj kérelmére eltilthatja a volt feleséget a férj eredeti saját nevének viselésétől ha a feleséget szándékos bűncselekmény miatt jogerősen szabadságvesztésre ítélték. Ez csak azokra a nevekre vonatkozik, amelyekben a házasságra utaló "né" toldat szerepel. (2010. évi I. törvény, 47. § 6)
Újabb házasságkötés esetén a feleség volt férje nevét a házasságra utaló toldással nem viselheti tovább, és ez a joga akkor sem éled fel, ha újabb házassága megszűnt.

## Névjog az örökbefogadás esetén
Az örökbefogadott gyermek az örökbefogadó családi nevét viseli.
Ha az örökbefogadó akár a házasságra utaló toldással, akár anélkül férje nevét viseli, az örökbefogadott új családi neve – az örökbefogadó választása szerint – vagy a férje vagy az örökbefogadó leánykori családi neve. Nagyné Kis gyereke lehet Nagy vagy Kis.
Egyedülálló által történt örökbefogadás esetében a másik vér szerinti szülőként képzelt személyt kell a gyermek születési anyakönyvébe bejegyezni. A képzelt személy adatait a gyámhatóság  belátása szerint állapítja meg. Nagy = képzelt személy neve
Közös gyermekké fogadás esetén az örökbefogadónak az örökbefogadás iránti kérelemben nyilatkozniuk kell arra, hogy az örökbefogadott melyik örökbefogadó nevét viselje. Nagy Ádám és Kis Éva – nyilatkozat: Nagy vagy Kis, illetve ezek kötőjeles verziói.
A gyámhatóság kivételesen megengedheti, hogy az örökbefogadott megtarthassa addigi családi nevét. Nagy Ádám és Kis Éva gyermeke maradhat Kovács is.
A gyámhatóság engedélyezheti az örökbefogadott utónevének a megváltoztatását is. Az utónevet az örökbefogadók határozzák meg. Az örökbefogadott családi nevét és utónevét az örökbefogadás engedélyezésével egyidejűleg kell megállapítani. Nagy Ádám-Kis Éva = Eredetileg Kovács János = Nagy vagy Kis/vagy marad Kovács + egyéb más utónév lehet

## Általános névváltoztatás
Közigazgatási eljárás keretében, belügyminiszteri engedéllyel lehetséges, a kérelemben elő kell adni a körülményeket, melyek a névváltoztatást indokolják. Nem engedélyezhető: 
- idegen hangzású családi név
- magyartalan családi név
- kettős családi név
- történelmi családi név
- régies írásmóddal írt családi név
- olyan családi név, melyet már sok család visel

## Felvett név
Tudományos, irodalmi, művészi vagy egyéb közszerepléssel járó tevékenységet felvett névvel is lehet folytatni. A felvett név nem sértheti mások érdekeit, jogait. A szerzői álnevek közhitelű nyilvántartását Magyarországon az ARTISJUS vezeti, itt jelenthető be a szerzői álnév. A tudományos, irodalmi vagy művészi tevékenységet folytató, ha neve összetéveszthető a már korábban is hasonló tevékenységet folytató személy nevével, az érintett személy kérelmére saját nevét is csak megkülönböztető toldással vagy elhagyással használhatja e tevékenység gyakorlása során.

## A névviselési jog sérelme
A névviselési jog sérelmét jelenti különösen, ha valaki jogtalanul más nevét használja, vagy jogtalanul máséhoz hasonló nevet használ.

## Jogi személy neve
Jogi személy nem létezhet név nélkül. A felvehető nevek terén a jogi személyeknél szélesebb választási lehetőség van, mint az ember névviselésénél. A jogi személy nevének csak három feltételnek, elvnek kell megfelelnie:
- Névkizárólagosság elve

A jogi személy nevének különböznie kell azoknak a korábban nyilvántartásba vett jogi személyeknek a nevétől, amelyek hasonló működési körben és azonos területen tevékenykednek.
- Névvalódiság elve

A jogi személy nevében nem szerepelhet olyan kifejezés, mely a jogi személy létét vagy működését illetően megtéveszthet más személyeket. A jogi személy neve nem lehet a látszattal, valósággal ellentétes. (pl MiskolcéRt. Alapítvány – alapítvány vagy rt.?)
- Névszabatosság elve

A jogi személy nevének meg kell felelnie az általános helyesírási szabályoknak, a magyar nyelv követelményeinek, azonosíthatóságnak , nem lehet csak betűk és számok összefüggéstelen halmaza, trágár, becsületsértő kifejezés, nem lehet köznevetséget keltő. (például A6ZrE3246G Bt., Hejesirás Kft., Szép Kezdet Temetkezési Zrt., Mutyi Bt.)